# Europese kampioenschappen kanosprint
De Europese kampioenschappen kanosprint is een internationaal kampioenschap in kanovaren. De Europese kampioenschappen vinden sinds 1996 ieder jaar plaats, met uitzondering van 1998 en 2003.

## Wedstrijden
Bij kanosprint zijn er wedstrijden in twee verschillende boottypes; namelijk de open kano (C) met een enkelbladige peddel, en de kajak (K) een gesloten kano met een dubbelbladige peddel. Beide boottypes hebben een één-, twee- of vierpersoonsversie. De afstanden die gevaren worden zijn: 200, 500, 1000 en 5000 meter.

## Edities
| Jaar                  | Gaststad                 | Gastland                 |
| --------------------- | ------------------------ | ------------------------ |
| 1933                  | Praag                    | Tsjecho-Slowakije        |
| 1934                  | Kopenhagen               | Denemarken               |
| 1936                  | Duisburg                 | nazi-Duitsland           |
| Geen editie 1937-1956 |                          |                          |
| 1957                  | Gent                     | België                   |
| 1959                  | Duisburg                 | Bondsrepubliek Duitsland |
| 1961                  | Poznań                   | Polen                    |
| 1963                  | Jajce                    | Joegoslavië              |
| 1965                  | Boekarest                | Roemenië                 |
| 1967                  | Duisburg                 | Bondsrepubliek Duitsland |
| 1969                  | Moskou                   | Sovjet-Unie              |
| Geen editie 1970-1996 |                          |                          |
| 1997                  | Plovdiv                  | Bulgarije                |
| 1999                  | Zagreb                   | Kroatië                  |
| 2000                  | Poznań                   | Polen                    |
| 2001                  | Milaan                   | Italië                   |
| 2002                  | Szeged                   | Hongarije                |
| 2004                  | Poznań                   | Polen                    |
| 2005                  | Poznań                   | Polen                    |
| 2006                  | Račice                   | Tsjechië                 |
| 2007                  | Pontevedra               | Spanje                   |
| 2008                  | Milaan                   | Italië                   |
| 2009                  | Brandenburg an der Havel | Duitsland                |
| 2010                  | Trasona                  | Spanje                   |
| 2011                  | Belgrado                 | Servië                   |
| 2012                  | Zagreb                   | Kroatië                  |
| 2013                  | Montemor-o-Velho         | Portugal                 |
| 2014                  | Brandenburg an der Havel | Duitsland                |
| 2015                  | Račice                   | Tsjechië                 |
| 2016                  | Moskou                   | Rusland                  |
| 2017                  | Plovdiv                  | Bulgarije                |
| 2018                  | Belgrado                 | Servië                   |
| 2019                  | Poznań                   | Polen                    |
| 2020                  | Bascov (geannuleerd)     | Roemenië                 |
| 2021                  | Poznań                   | Polen                    |
| 2022                  | München                  | Duitsland                |